# برزونبول
برزونبول (به لاتین: Bürzünbül) یک منطقه مسکونی در جمهوری آذربایجان است که در شهرستان یاردیملی واقع شده‌است. برزونبول ۱۰۷۰ نفر جمعیت دارد.